# Kuchczyce
Kuchczyce (biał. Кухчыцы, Kuchczycy; ros. Кухчицы, Kuchczycy) – agromiasteczko na Białorusi, w obwodzie mińskim, w rejonie kleckim, w sielsowiecie Kuchczyce, przy drodze republikańskiej R13.

## Historia
W dwudziestoleciu międzywojennym wieś i folwark leżące w Polsce, w województwie nowogródzkim, w powiecie nieświeskim, w gminie Kleck. W 1921 wieś liczyła 535 mieszkańców, zamieszkałych w 98 budynkach, wyłącznie Polaków. 461 mieszkańców było wyznania prawosławnego i 74 rzymskokatolickiego. Folwark liczył zaś 51 mieszkańców, zamieszkałych w 4 budynkach, wyłącznie Polaków. 34 mieszkańców było wyznania prawosławnego i 17 rzymskokatolickiego.
Po II wojnie światowej w granicach Związku Sowieckiego. Od 1991 w niepodległej Białorusi.

## Ludzie związani z miejscowością
- Jan Horbaczewski – ofiara z Białoruskiej Listy Katyńskiej; osadnik wojskowy w Kuchczycach